# Eugenia patens
Eugenia patens är en myrtenväxtart som beskrevs av Jean Louis Marie Poiret. Eugenia patens ingår i släktet Eugenia och familjen myrtenväxter. Inga underarter finns listade i Catalogue of Life.